# ジョヴェイン郡
ジョヴェイン郡（ペルシア語: شهرستان جوین）とは、イランのラザヴィー・ホラーサーン州の郡である。郡中心市はノガーブ。2016年当時の人口は54,488人、16,738世帯。
2006年の国勢調査の後、サブゼヴァール郡内のジョヴェイン地区が群に昇格し、ジョヴェイン郡が設置された。ジョヴェイン郡内の地区は中央地区とアターマリク地区の2つであり、いずれも2つの農村地区を含んでいる。設置当時はノガーブが郡内の唯一の市（シャフル）だったが、2016年の国勢調査の後、Hokmabad村が市に昇格した。